# Por la gracia de Dios

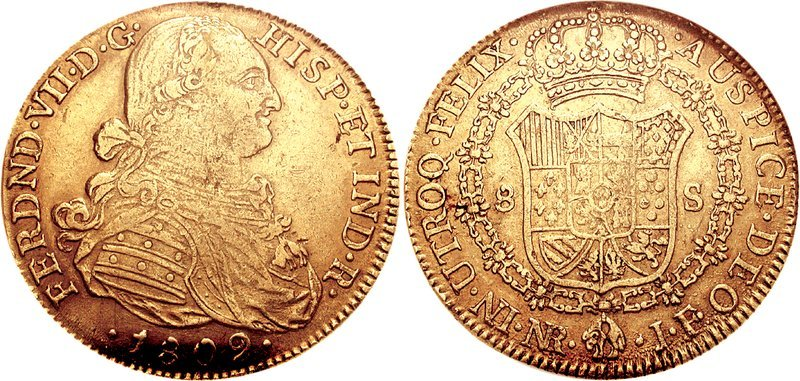
Moneda de 1808, año del primer ascenso al trono de Fernando VII de España; se puede leer: FERDND-VII-D.G.-HISP.-ET-IND. R., lo que, en español sin abreviaturas sería: Fernando VII, por la gracia de Dios, rey de las Españas y las Indias.

Por la gracia de Dios (en latín: Dei Gratia, abreviado D. G.) es una fórmula perifrástica utilizada especialmente en las monarquías cristianas como parte introductoria de los títulos completos de un monarca. Por ejemplo, en Inglaterra y más tarde en el Reino Unido, la frase se añadió formalmente al título real en 1521 y sigue utilizándose (la abreviatura D. G. aparece hoy en las monedas del Reino Unido).

## Historia y justificación
Originalmente tenía un significado literal: el derecho divino de los reyes era invocado –especialmente por los monarcas cristianos– como legitimación (la única por encima de todo poder terrestre) de la autoridad absolutista que ejercía el monarca, es decir, el respaldo de Dios a la autoridad del reinado del monarca.
Por costumbre, la frase «por la gracia de Dios» está restringida a gobernantes soberanos; en la lógica feudal, un vasallo poseía un feudo no por la gracia de Dios, sino por concesión de un noble superior. Sin embargo, esto no impidió que los reyes lo usaran, incluso cuando rendían homenaje al Papa (como virregente de Dios) o a otro gobernante, como el Reino de Baviera, un estado del Sacro Imperio Romano.
Existen paralelismos en otras civilizaciones, por ejemplo el Mandato del Cielo del imperio chino, donde durante siglos los decretos oficiales de los emperadores de China comenzaban invariablemente con la frase «奉天承運皇帝，詔曰», que se traduce como «El Emperador, por la gracia del Cielo, decreta».

## Uso contemporáneo
La tradicional frase «por la gracia de Dios» todavía se incluye en los títulos completos de los monarcas de Dinamarca, Liechtenstein, Países Bajos, Mónaco y Reino Unido.
En otros reinos de la Mancomunidad, que comparten el mismo monarca con el Reino Unido, la frase se utiliza en Antigua y Barbuda, Australia, Bahamas, Belice, Canadá, Granada, Jamaica, Nueva Zelanda, Islas Salomón, San Cristóbal y Nieves, Santa Lucía, San Vicente y las Granadinas y Tuvalu. En Papúa Nueva Guinea no se utiliza.
La frase se usó en Luxemburgo hasta el año 2000, cuando el gran duque Enrique decidió abandonarla. Durante la dictadura de Francisco Franco en España en el siglo XX, las monedas españolas llevaban una leyenda que lo identificaba como «Francisco Franco, caudillo de España por la gracia de Dios».
La frase no se usa en las monarquías de Bélgica, Luxemburgo (Juan, abdicó en 2000), Noruega (Haakon VII, fallecido en 1957) y Suecia (Gustavo VI Adolfo, fallecido en 1973). En España, el artículo 56.2 de la constitución de 1978, establece que el título del rey de España es simplemente «rey de España» pero que «podrá utilizar los demás [títulos] que correspondan a la Corona». Como resultado, el rey de España puede usar «por la gracia de Dios», pero esto no se usa en los documentos oficiales.

## Ejemplos de variantes
En algunos casos, la fórmula se combinó con una referencia a otra legitimación, especialmente nociones democráticas como el contrato social, por ejemplo.
- Luis Napoleón Bonaparte fue coronado como Napoleón III, «por la gracia de Dios y la voluntad nacional» emperador de los franceses, tras un plebiscito organizado entre el pueblo francés.[2]
- Oliver Cromwell fue nombrado lord protector de la Mancomunidad de Inglaterra, Escocia e Irlanda «por la gracia de Dios y la República».[3] lo que denota que fue elegido por Dios para gobernar pero fue puesto allí por el pueblo.
- Agustín de Iturbide juró como emperador de México «por la Divina Providencia y por nombramiento del Congreso de representantes de la nación».[4] El segundo emperador de México, Maximiliano, utilizó la frase «por la gracia de Dios y la voluntad del pueblo».[5]
- En el Reino de Italia y en el Imperio italiano el rey era coronado «por la gracia de Dios y la voluntad de la nación».[6]
- En el Reino de Serbia se utilizaba «por la gracia de Dios y la voluntad de la nación»,[7] lo mismo que en el Reino de Yugoslavia y en la Mancomunidad de Polonia-Lituania[8] donde, desde Enrique de Valois hasta Estanislao II Poniatowski, el rey era elegido por los nobles en una elección libre.
- Los reyes del Reino de Hawái lo eran «por la gracia de Dios y bajo la constitución del reino de Hawái».[9]
- Los emperadores del Imperio del Brasil lo eran «por gracia de Dios y aclamación unánime de los pueblos».[10]